# Kaffeekrise
Als Kaffeekrise bezeichnet man den dramatischen Verfall der Kaffee-Weltmarktpreise zwischen 1998 und 2004 und die sich daraus ergebenden Folgen für Kaffeeproduzenten auf der ganzen Welt. Laut der Internationalen Kaffeeorganisation war dieser Zeitraum „die schlimmste Niedrigpreisperiode, die jemals festgestellt wurde“.

## Ursachen

Kaffeeanbaugebiete der Welt (Robusta, Arabica und gemischt)

Seit 1962 wurde der Kaffee-Weltmarkt zwischen Produzenten- und Konsumentenländern durch ein internationales Abkommen der Internationalen Kaffeeorganisation reguliert. Für jedes kaffeeproduzierende Land wurden Quoten festgelegt, um eine Überproduktion und damit einen Preisverfall zu vermeiden.
Während des Kalten Krieges hatten die USA das internationale Kaffeeabkommen unterstützt, um zu verhindern, dass sich verarmte Kaffeebauern kommunistischen Bewegungen anschließen. Nach dem Ende des Kalten Krieges verlor das Kaffeeabkommen diesen Nutzen, weshalb die USA (größtes Konsumland) daraus austraten. Bereits zuvor war das Abkommen durch heftige Feilschereien um die Quotenverteilung geschwächt. 1989 wurde es schließlich suspendiert; jedes Land durfte nun beliebig viel Kaffee produzieren und exportieren.
Bis in die 1990er Jahre waren Brasilien, Kolumbien und Indonesien die drei größten Kaffeeproduktionsländer. Dann begann die Weltbank, den Kaffeeanbau vor allem in Vietnam zu fördern. Mit den Erlösen aus dem Kaffeeexport sollte das südostasiatische Land seine Auslandsschulden begleichen. Um Kaffeeplantagen anzulegen, wurden auch Regenwälder gerodet und Ureinwohner vertrieben. Vietnam, zuvor auf dem Kaffeemarkt unbedeutend, stieg bis 1999 zum zweitgrößten Kaffeeproduzenten hinter Brasilien auf. Auch in anderen Ländern, wie beispielsweise der Elfenbeinküste, wurde der Kaffeeanbau ausgeweitet.
Dies führte zu einer Überproduktion – es wurde mehr Kaffee produziert als verbraucht. Gemäß den Marktgesetzen sinken bei einem Überangebot die Preise. Ab 1998 brach der Kaffee-Weltmarktpreis zusammen; er sank auf ein Niveau, das in den vergangenen 50 Jahren nicht unterboten worden war.

## Folgen

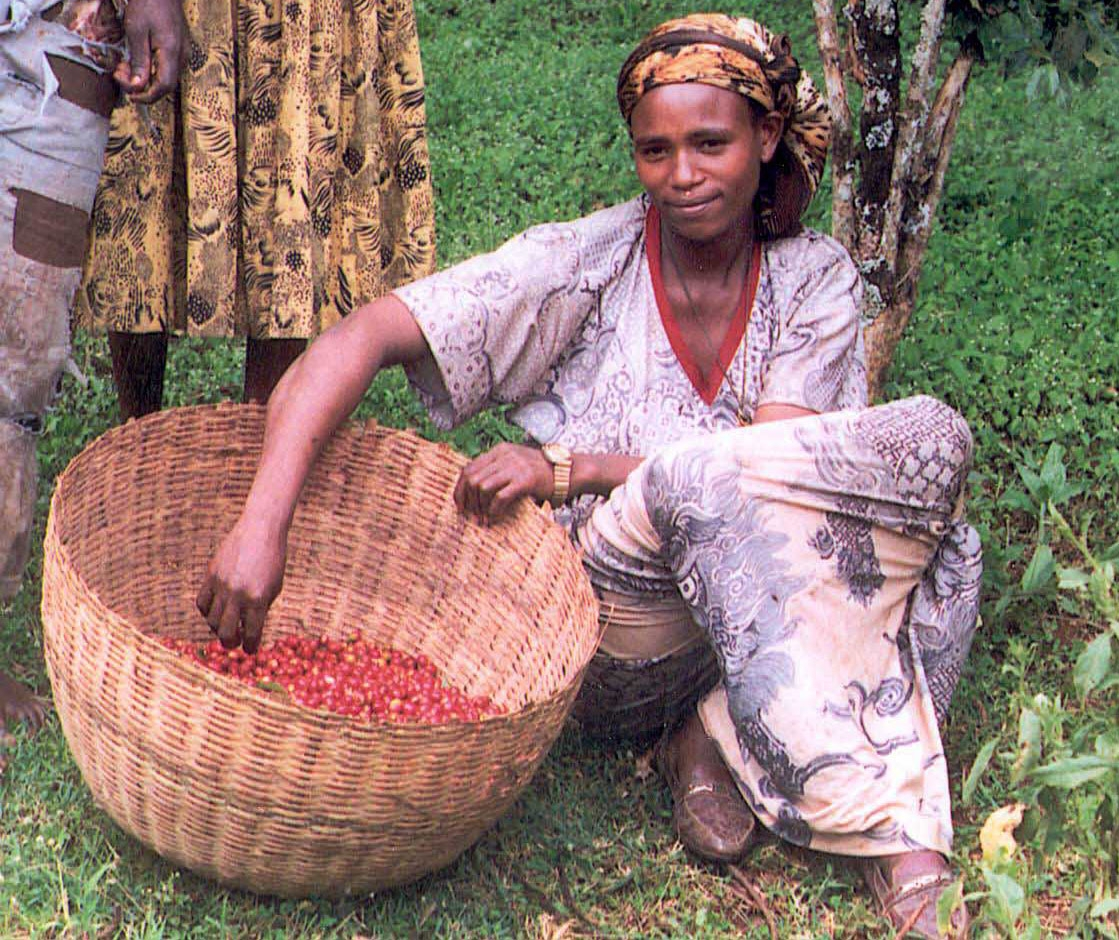
Kaffeebäuerin in Äthiopien

Für die circa 25 Millionen Menschen, die vorwiegend in Entwicklungsländern von der Kaffeeproduktion lebten, hatte dies weitreichende Folgen. Kaffeeanbauende Kleinbauern verarmten, Landarbeiter verloren ihre Beschäftigung.
Einige Beispiele für die konkreten Folgen:
- In den traditionellen Kaffeeanbaugebieten Kenias sanken die Schulbesuchsraten, wohingegen die Kinderarbeit auf den Plantagen zunahm; die Kaffeebauern konnten das Schulgeld nicht mehr aufbringen.[5]
- In Mittelamerika verloren 200.000 Landarbeiter ihre Arbeit.
- In Äthiopien, dem Ursprungsland des Kaffees, kam es 2003 zu einer Hungerkrise, die in klarem Zusammenhang mit der Kaffeekrise und der darauffolgenden Verelendung der Kaffeebauern stand.[6]

## Beruhigung der Lage
2006 beruhigte sich die Lage auf dem Kaffee-Weltmarkt etwas, die Preise stiegen wieder. Die Nachfrage nach Kaffee insbesondere in Schwellenländern wie China und in osteuropäischen Ländern nahm zu und das Angebot sank.
Manche Kaffeebauern sind auf den Anbau anderer, lukrativerer Produkte wie Koka oder (in Ostafrika) das Rauschmittel Kath umgestiegen. Andere verhungerten oder wanderten in die Städte ab. All dies führte zu einer Verringerung der Überproduktion. Bei steigenden Preisen könnten neue Produzenten/Plantagen in den Kaffeeanbau einsteigen und eine erneute Überproduktionskrise verursachen.
Der „Faire Handel“ versucht Kaffee-Kleinbauern zu unterstützen, indem er ihnen – unabhängig von den Schwankungen der Weltmarktpreise – existenzsichernde Mindestpreise garantiert.

## Kaffeeabkommen 2007
Die Internationale Kaffeeorganisation, der 2007 31 Einfuhrländer und 45 Ausfuhrländer sowie die Europäische Gemeinschaft als internationale Institution angehörten, verabschiedete 2007 ein Internationales Kaffee-Übereinkommen, um die globale Kaffeewirtschaft zu stärken und ihre nachhaltige Entwicklung mittels zahlreicher Maßnahmen zu fördern. Es trat 2011 in Kraft und hat eine Laufzeit von 10 Jahren.